# Lejkowo (przystanek kolejowy)
Lejkowo – zlikwidowany przystanek Sławieńskiej Kolei Powiatowej w Lejkowie w województwie zachodniopomorskim, w Polsce. Przystanek został zlikwidowany w kwietniu 1945 roku.